# Joaquín Vázquez
Joaquín Vázquez Fernández (Badajoz, 26 de agosto de 1897 - 21 de outubro de 1965) foi um futebolista profissional espanhol, medalhista olímpico.
Joaquín Vázquez Fernández  representou seu país nos Jogos Olímpicos de Verão de 1920, na Antuérpia, ganhando a medalha de prata.